# Máté János (labdarúgó, 1948)
Máté János (Bonyhád, 1948. december 23. –) válogatott magyar labdarúgó, csatár. Bukovinai székelyek leszármazottja.

## Pályafutása

### Klubcsapatban
Szülővárosában kezdett focizni. 1968-ban került a Pécsi Dózsához, ahol öt idény alatt 47 gólt szerzett. Első nagy sikerét  1970. november 4-én a Pécsi Dózsa- Newcastle United (Európa Városok Kupája) visszavágó meccsén 22 ezer néző előtt  2:0 eredményt ért el, ahol mindkét gólt ő szerezte és csapata 11-es rúgásokkal (5:2 arányban) kiharcolta a továbbjutást is. Máté János 1970-től lett a magyar válogatott tagja. Három év múlva már a Ferencvárosban szerepelt. 1974-ben MNK győztesek lettek és így indulhattak a KEK-ben. A kupa küzdelem során négyszer volt eredményes: Cardiffban, Liverpoolban és a Malmö ellen kétszer. Liverpooli gólja a továbbjutást jelentette a csapatnak és nagyban hozzájárult ahhoz, hogy a Ferencváros a döntőig menetelt, ahol végül is kikapott a Dinamo Kijevtől.  A Fradiban összesen 93 mérkőzésen játszott ebből 58 bajnoki, 25 nemzetközi, 10 hazai díjmérkőzés. Góljainak száma: 34 (14 bajnoki, 20 egyéb).
1975. után egy idényt a Honvédban, két idényt a Kaposvári Rákóczi színeiben szerepelt az első osztályban. Ezután az Építőkben játszott, aktív sportpályafutását Dömsödön fejezte be.

### A válogatottban
A magyar válogatottban 1970 és 1975 között 7 alkalommal szerepelt és 2 gólt szerzett.

## Sikerei, díjai
- Magyar kupa (MNK)
  - győztes: 1974
- Kupagyőztesek Európa-kupája (KEK)
  - döntős: 1974–75

## Statisztika

### Mérkőzései a válogatottban
| Magyarország | Magyarország       | Magyarország                   | Magyarország | Magyarország | Magyarország | Magyarország | Magyarország | Magyarország |
| #            | Dátum              | Helyszín                       | Hazai        | Eredmény     | Vendég       | Kiírás       | Gólok        | Esemény      |
| ------------ | ------------------ | ------------------------------ | ------------ | ------------ | ------------ | ------------ | ------------ | ------------ |
| 1.           | 1970. április 12.  | Belgrád, JNA stadion           | Jugoszlávia  | 2 – 2        | Magyarország | barátságos   | -            | 48'          |
| 2.           | 1974. március 31.  | Zalaegerszeg, ZTE stadion      | Magyarország | 3 – 1        | Bulgária     | barátságos   | -            |              |
| 3.           | 1974. április 17.  | Dortmund, Westfallenstadion    | NSZK         | 5 – 0        | Magyarország | barátságos   | -            | 46'          |
| 4.           | 1974. május 29.    | Székesfehérvár, Sóstói Stadion | Magyarország | 3 – 2        | Jugoszlávia  | barátságos   | 2            | 55' 85'      |
| 5.           | 1974. november 10. | Szófia, Jurij Gagarin-stadion  | Bulgária     | 0 – 0        | Magyarország | barátságos   | -            |              |
| 6.           | 1974. december 4.  | Szolnok, Tiszaligeti stadion   | Magyarország | 1 – 0        | Svájc        | barátságos   | -            | 73'          |
| 7.           | 1975. április 16.  | Budapest, Népstadion           | Magyarország | 1 – 2        | Wales        | Eb-selejtező | -            |              |
|              | Összesen           |                                |              | 7            | mérkőzés     |              | 2            | gól          |